# Apoi s-a născut legenda
Apoi s-a născut legenda este un film românesc din 1969 regizat de Andrei Blaier. Rolurile principale au fost interpretate de actorii Ilarion Ciobanu, Margareta Pogonat, Dan Nuțu.

## Distribuție
- George Calboreanu — Tatăl Netei
- Ștefan Ciobotărașu — Dl. Mare
- Virgil Ogășanu — Bombă
- Mihai Mereuță — Șerbu
- Gheorghe Burlea — Dinică
- Dan Nuțu — Mitu
- Margareta Pogonat — Neta Crișu
- Sidonia Manolache — Ioana
- Mircea Constantinescu (1)
- Dionisie Vitcu
- Ilarion Ciobanu — Redea
- Sabin Făgărașanu
- Petre Gheorghiu-Goe
- Nucu Păunescu
- Gheorghe Novac
- Nae Ștefănescu
- Traian Pârlog
- Vistrian Roman
- Traian Dănceanu